# Forever More
Forever More es el sexto álbum de estudio de la banda de rock estadounidense Tesla, publicado el 7 de octubre de 2008. Fue producido por Terry Thomas. La carátula es una representación de los “Amantes de Valdaro”, un par de esqueletos descubiertos por arqueólogos en Mantua, Italia, en 2007.

## Lista de canciones
Todas escritas por Tesla (Jeff Keith, Frank Hannon, Brian Wheat, Troy Luccketta y Dave Rude) y Terry Thomas.
1. "Forever More" - 5:04
2. "I Wanna Live" - 3:35
3. "One Day at a Time" - 3:11
4. "So What!" - 3:39
5. "Just in Case" - 4:38
6. "Fallin' Apart" - 4:22
7. "Breakin' Free" - 3:27
8. "All of Me" - 3:27
9. "The First Time" - 4:11
10. "Pvt. Ledbetter" - 3:23
11. "In A Hole Again" - 5:25
12. "The Game" - 4:53

### Pistas adicionales
1. "My Way" (Versión europea) - 2:56
2. "What A Shame" (live) (Versión europea) - 4:47
3. "Mama's Fool" (live) (Versión japonesa)

## Créditos
- Jeff Keith - voz
- Frank Hannon - guitarras, piano
- Brian Wheat - bajo
- Troy Luccketta - batería
- Dave Rude - guitarras